# Стоич, Неманья
Нема́нья Сто́ич (серб. Немања Стојић; род. 15 января 1998, Белград) — сербский футболист, защитник тель-авивского «Маккаби» и сборной  Сербии.

## Клубная карьера
Стоич — воспитанник клубов «Партизан» и «Вождовац». В 2017 году игрок подписал контракт с «Црвеной звездой». В том же году он дебютировал за дублирующий состав. В 2020 году Неманья на правах аренды перешёл в «Златибор». 31 июля в матче против «Спартака» из Суботицы он дебютировал в сербской Суперлиге. В 2021 году Стоич перешёл в «Металац». 19 июля в матче против «Радника» из Сурдулицы он дебютировал за новую команду. 25 июля в поединке против ТСЦ Неманья забил свой первый гол за «Мателац».
Летом 2022 года Стоич подписал контракт с ТСЦ. 9 июля в матче против «Чукарички» он дебютировал за новый клуб. В этом же поединке Неманья забил свой первый гол за ТСЦ.

## Международная карьера
26 января 2023 года в товарищеском матче против сборной США Стоич дебютировал за сборную Сербии.

## Статистика выступлений

### Список матчей за сборную
| Матчи Стоича за сборную Сербии | Матчи Стоича за сборную Сербии  | Матчи Стоича за сборную Сербии | Матчи Стоича за сборную Сербии | Матчи Стоича за сборную Сербии | Матчи Стоича за сборную Сербии | Матчи Стоича за сборную Сербии | Матчи Стоича за сборную Сербии | Матчи Стоича за сборную Сербии |
| №                              | Место проведения                | Дата                           | Оппонент                       | Счёт                           | Голы                           | Замены                         | Номер                          | Соревнование                   |
| ------------------------------ | ------------------------------- | ------------------------------ | ------------------------------ | ------------------------------ | ------------------------------ | ------------------------------ | ------------------------------ | ------------------------------ |
| 1                              | «Би-Эм-О Стэдиум», Лос-Анджелес | 26 января 2023                 | США                            | 2 : 1                          |                                |                                | 6                              | Товарищеский матч              |

Итого: 1 матч / 0 голов; 1 победа, 0 ничьих, 0 поражений.